# Vauvert
Vauvert este o comună în departamentul Gard din sudul Franței. În 2009 avea o populație de 11.030 de locuitori.

## Evoluția populației
| An        | 1975  | 1982  | 1990   | 1999   | 2006   | 2009   |
| --------- | ----- | ----- | ------ | ------ | ------ | ------ |
| Populație | 7.472 | 9.103 | 10.296 | 10.261 | 10.853 | 11.030 |